# Kahlschlag

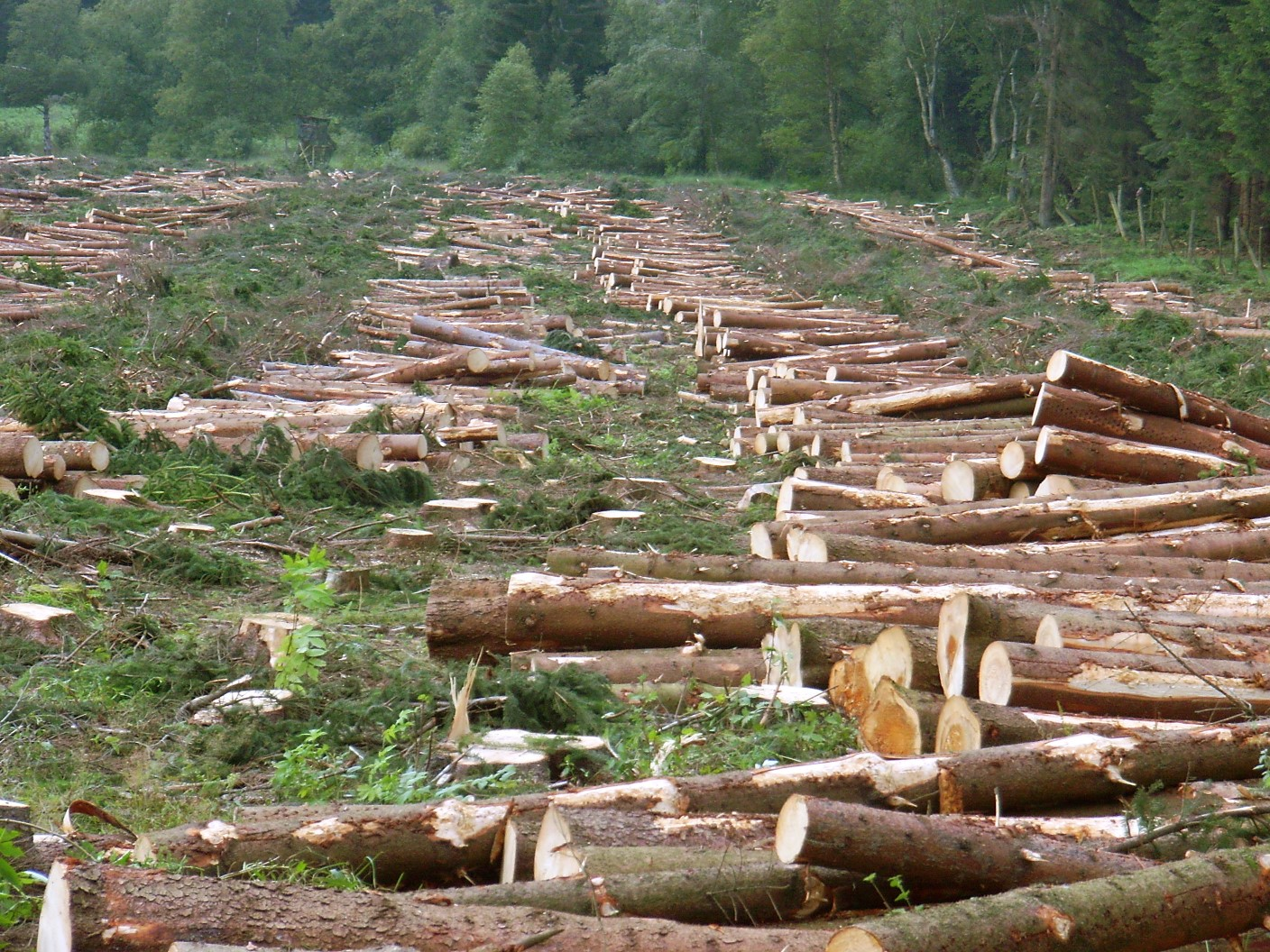
Beseitigung der Fichte am Rande eines Naturschutzgebietes in Form eines Kahlschlags

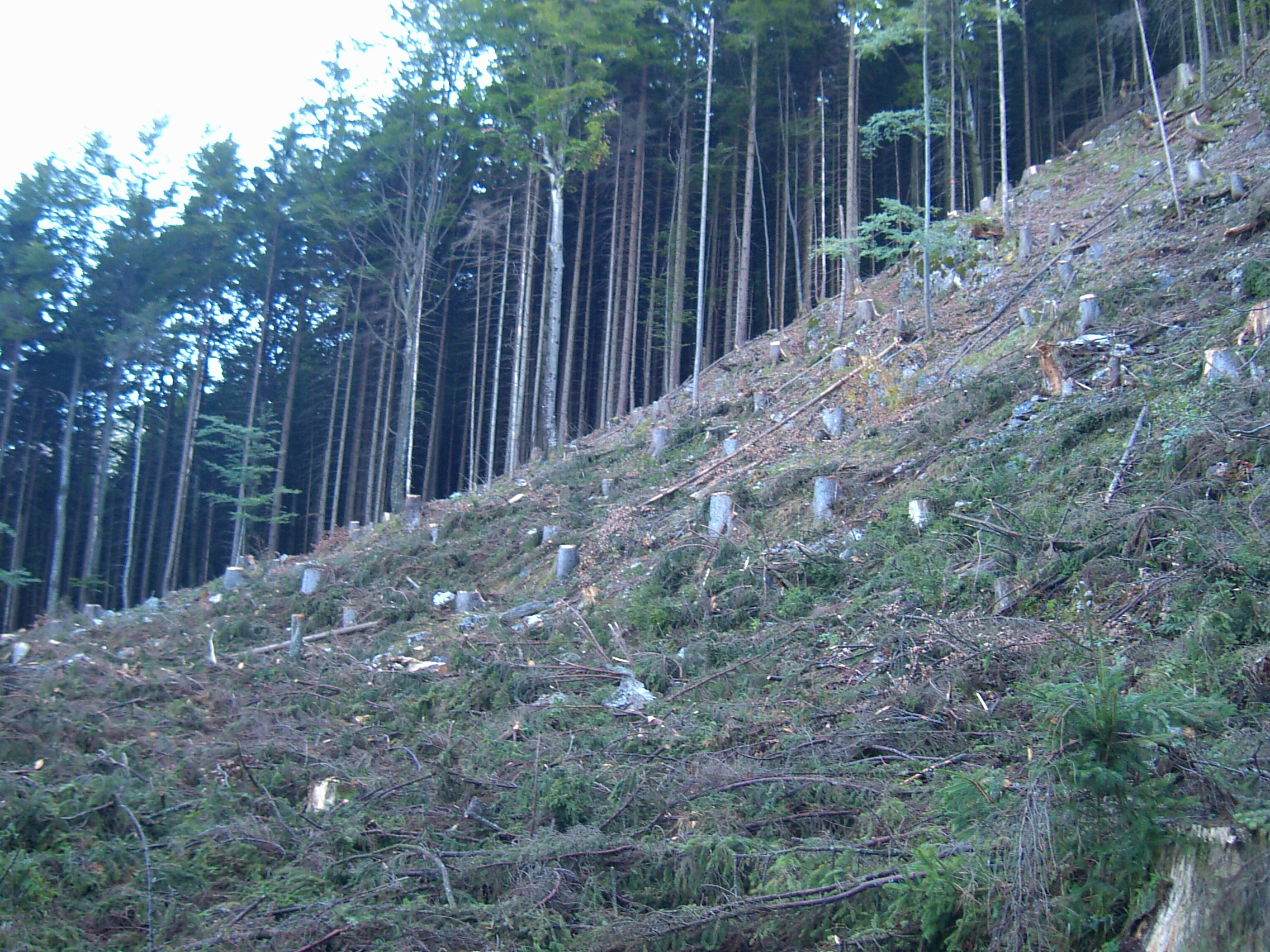
Kahlschlag in den Bayerischen Alpen

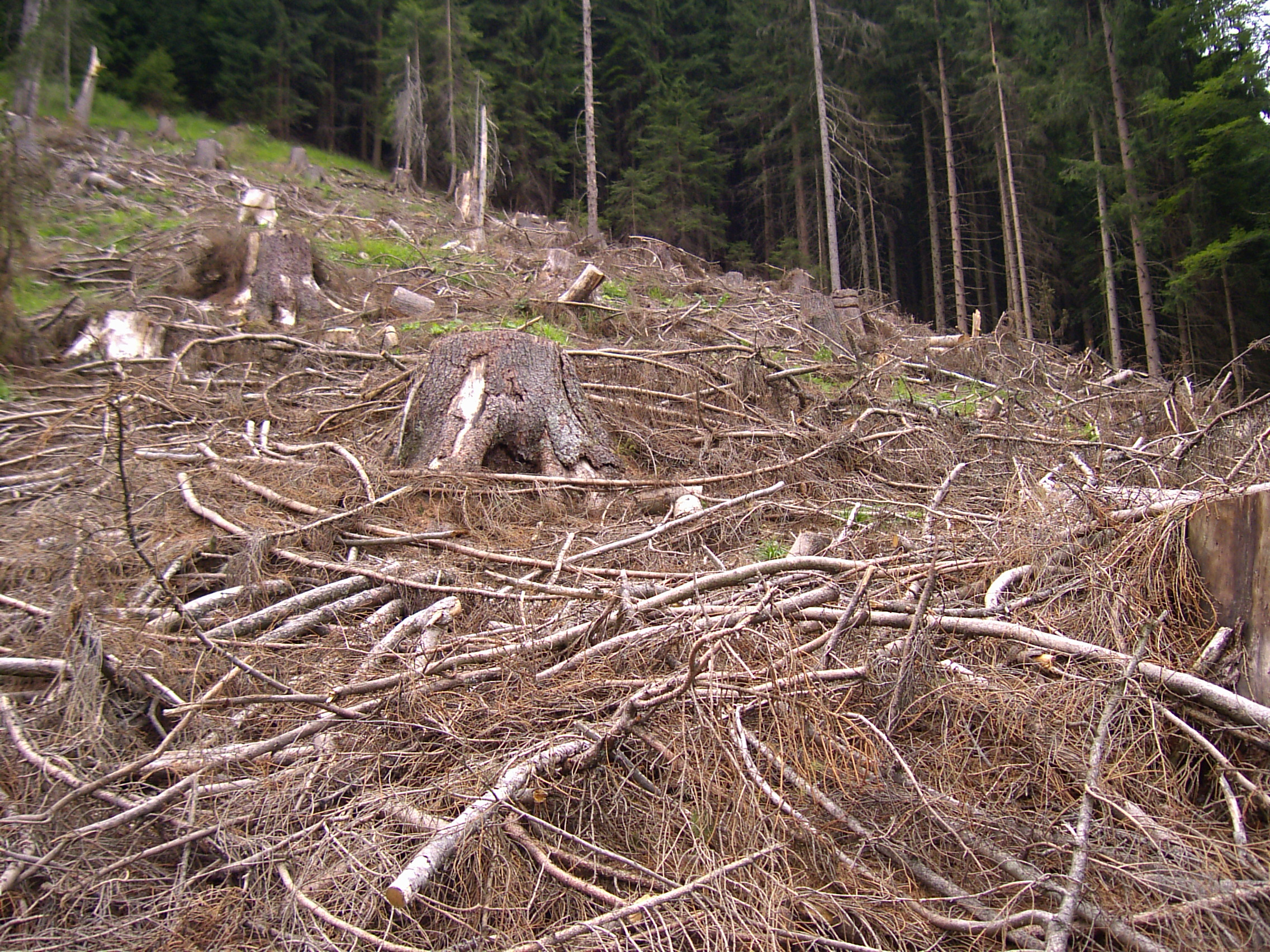
Die Äste der Bäume werden häufig im Wald zurückgelassen

Ein Kahlschlag oder Kahlhieb ist in der Forstwirtschaft das planmäßige Fällen („Schlagen“) aller ausgewachsenen Bäume auf einer bestimmten Waldfläche. Dabei werden die Bäume in einem einzigen Arbeitsgang oder in wenigen, sehr zügig hintereinander stattfindenden Hieben eingeschlagen. Wenn einzelne Bäume (Überhälter) stehen gelassen werden, verändert das den Kahlschlagcharakter nicht.
Kahlschlag mit nachfolgender Wiederaufforstung ist eine Möglichkeit der Holzernte. Bei dieser Art der Waldnutzung werden Bäume gefällt, die gemeinsam ihr geplantes Endalter erreicht haben (Endnutzung des Baumbestandes). Kahlschläge finden aber auch zum Zweck einer dauerhaften Entwaldung statt und werden dann auch als Rodung bezeichnet. Man spricht auch von Abholzung, sowohl bei der Holzernte als auch im Fall einer Entwaldung.
Auch die entstandene freie Fläche wird als Kahlschlag bezeichnet, analog zur allgemeineren Bezeichnung Schlag für eine Waldfläche, in der Bäume gefällt werden oder gefällt worden sind. Von Kahlflächen spricht man, wenn größere baumfreie Flächen durch Schadereignisse wie zum Beispiel Orkane oder Insekten-Kalamitäten (z. B. durch Borkenkäfer) entstehen. Der Schirmschlag stellt neben dem Kahlschlag die bedeutendste Form der Waldverjüngung dar.

## Vorzüge
Der betriebliche Aufwand ist geringer als bei Einzelstammwirtschaft (Fällen im/Abtransport durch den Bestand).
Lichtbaumarten, die in der Jugend sehr viel Licht benötigen, wie Eichen, Kiefern, Birken, Lärchen usw., sind zur Verjüngung auf solche Verhältnisse angewiesen.
Hinsichtlich der Artenzusammensetzung ist die sich einstellende Kahlschlagflora durchaus interessant, da entsprechend dem frühen Sukzessionsstadium vielerlei Pionierarten vorkommen.

## Probleme
Hinsichtlich der Bodenökologie sind Kahlschläge nachteilig. Die entstandene Freifläche wird nicht mehr durch die umgebenden Bäume beschattet, das waldtypische Innenklima geht dadurch verloren. Durch die plötzlich erhöhte Wärmeeinstrahlung wird die Humusauflage schneller mineralisiert, als die Flora (Neuaufforstung, Gräser, Kräuter) sie zu nutzen vermag. Dies führt zur Auswaschung von Nährstoffen wie zum Beispiel Stickstoff in Form von Nitrat. Gelangen Stickstoffverbindungen ins Grundwasser, kann es vereinzelt zu Problemen bei der Trinkwassergewinnung kommen. Außerdem vernässen Kahlschläge, wenn dem Boden wegen mangelnder Interzeption mehr Wasser zugeführt wird, als abfließt, versickert oder von der Vegetation verbraucht wird. Kahlschläge erhöhen das Risiko der Bodenerosion, gerade in Gebirgs- und Hanglagen; im Kontrast dazu kennt man die bewusste Anpflanzung von Schutzwäldern in Erosions- und Erdrutsch-gefährdeten Lagen.
Die naturschutzfachliche Praxis der Eliminierung von standortfremden Baumarten per Kahlschlag für den Ausgleich von Eingriffen wird nach forstwissenschaftlichem Standpunkt ökologisch kritisch gesehen.

## Rechtliches

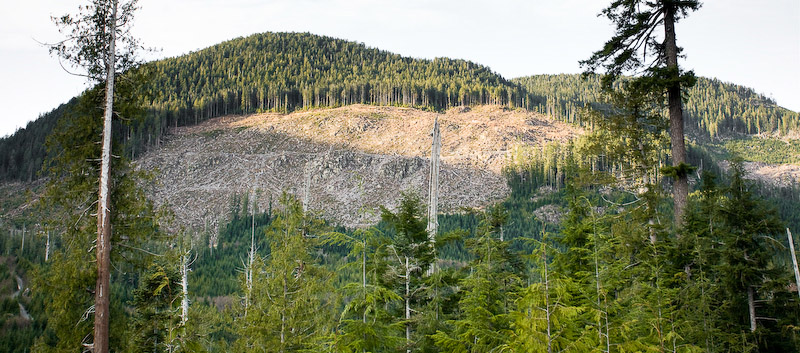
Kahlschlag nahe Port Renfrew, British Columbia

Kahlhiebe (-schläge) unterliegen in verschiedenen Staaten den jeweiligen gesetzlichen Vorgaben.

### Deutschland
In der Bundesrepublik Deutschland erklärt das Bundesnaturschutzgesetz es allgemein zum Ziel forstwirtschaftlicher Nutzung, naturnahe Wälder aufzubauen und ohne Kahlschläge nachhaltig zu bewirtschaften. Im Schutzwald ist Kahlschlag oder eine diesem in der Wirkung gleichkommende Lichthauung bundeseinheitlich grundsätzlich genehmigungsbedürftig. Konkretere Vorgaben enthalten die Landeswaldgesetze der Bundesländer, wonach z. B. in Baden-Württemberg (LWaldG, § 15) Kahlschläge von über einem, in Nordrhein-Westfalen und Sachsen von über zwei Hektar Fläche auch außerhalb von Schutzwäldern genehmigungspflichtig sind, während in Niedersachsen (NWaldLG, § 12) ab 1 Hektar der Eingang einer Anzeige und nötig ist, dass die Waldbehörde zugestimmt oder binnen 2 Monaten es nicht untersagt hat.

## Sonstiges
Der Einschlag des Altbestands über ausreichend vorhandenem und stabilem Jungwuchs – sei es aus Naturverjüngung oder Pflanzung (künstlicher Verjüngung) – ist kein Kahlschlag und wird Räumung über gesicherter Verjüngung genannt. In der naturnahen Waldwirtschaft wird auch diese Form der Nutzung vermieden, der Altbestand stattdessen einzelstammweise oder durch kleinflächige Hiebsformen genutzt.